# Thoracochromis
Genre
Thoracochromis est un genre de poissons de la famille des Cichlidae.

## Liste des espèces
Selon FishBase (26 janv. 2017) :
- Thoracochromis albolabris (Trewavas & Thys van den Audenaerde, 1969)
- Thoracochromis bakongo (Thys van den Audenaerde, 1964)
- Thoracochromis brauschi (Poll & Thys van den Audenaerde, 1965)
- Thoracochromis buysi (Penrith, 1970)
- Thoracochromis callichromus (Poll, 1948)
- Thoracochromis demeusii (Boulenger, 1899)
- Thoracochromis fasciatus (Perugia, 1892)
- Thoracochromis lucullae (Boulenger, 1913)
- Thoracochromis moeruensis (Boulenger, 1899)
- Thoracochromis schwetzi (Poll, 1967)
- Thoracochromis stigmatogenys (Boulenger, 1913)
- Thoracochromis wingatii (Boulenger, 1902)